# Крейсер «Улисс»
Крейсер «Улисс» (Одиссея крейсера «Улисс») — первый роман шотландского писателя Алистера Маклина, впервые опубликован в 1955 году. В предыдущем году Маклин написал о полярных конвоях союзников в Мурманск для конкурса рассказов и по просьбе издателя «расширил» рассказ до романа. В некоторых изданиях романа содержится примечание, что история вымышленного крейсера не имеет ничего общего с историей реального существовавшего эсминца с таким именем. Роман повествует о трагической судьбе вымышленного полярного конвоя FR-77, направлявшегося в Мурманск.

## Описание сюжета
В связи с критическим положением на Восточном фронте командование Союзников отправляет наспех собранный конвой FR-77 с крайне важными грузами и вооружением в Мурманск.
Перед отправкой командир конвоя контр-адмирал Тиндалл пытается отговорить адмирала Старра от отправки флагманом конвоя крейсера «Улисс», где недавно вспыхнул бунт, ссылаясь на то, что экипаж корабля очень вымотан. Мстительный Старр не прислушивается к мнению Тиндалла. Командир крейсера «Улисс» Вэллери тяжело болен, но моряки вынуждены выйти в море.
Оба торговых авианосца выходят из строя и возвращаются на базу, конвой остаётся без прикрытия с воздуха. К нему присоединяются американские суда. Конвой попадает в засаду германской «волчьей стаи», гитлеровские подводники заманивают корабли союзников под всеобщий торпедный залп, часть кораблей гибнет. Тяжёлый германский крейсер «Адмирал Хиппер» подстерегает конвой, но «Улиссу» удаётся увлечь его за собой и оторваться от преследования.
Корабли приближаются к побережью Норвегии, куда гитлеровцы стягивают бомбардировочную авиацию всех типов. Германские самолёты наносят удар за ударом, на перехват конвоя выходит германский линкор «Тирпиц». Британское командование отказывает конвою в помощи. Моряки до последнего выполняют свой долг. «Улисс», истративший все свои снаряды, жертвует собой и идёт на таран снова настигшего конвой «Адмирала Хиппера». Лишь несколько кораблей достигают советских берегов. Один из немногих выживших членов команды «Улисса» помощник врача Николлс рассказывает командованию военно-морских сил о подвиге, совершённом экипажем «Улисса», но очевидно адмиралы ему не верят.

## Критика
Роман получил хорошие отзывы, ряд критиков поставил роман на одно место с двумя другими классическими произведениями о второй мировой войне на море Германа Воука The Caine Mutiny (1951) и Николаса Монсаррата The Cruel Sea.
Советский писатель Валентин Пикуль использовал цитату из романа как эпиграф для своего произведения «Реквием каравану PQ-17»

## Издания
- В. Анохин, А. Чирков (Одиссея крейсера «Улисс»); 1968 г. — 1 изд.
- В. Кузнецов (Крейсер «Улисс»; Крейсер Его Величества «Улисс»; Крейсер его величества «Улисс»; Одиссея крейсера «Улисс»; Полярный конвой); 1976 г. — 12 изд.
- Л. Телига (H.M.S. Ulysses); 1958 г. — 1 изд. (пол.)